# Österreichischer Frauen-Fußballcup 2010/11
Der Österreichische Frauen-Fußballcup wurde in der Saison 2010/11 zum 37. Mal ausgespielt. Als ÖFB-Ladies-Cup wurde er vom Österreichischen Fußballbund zum 19. Mal durchgeführt und begann am 18. September 2010 mit der ersten Runde und endete am 11. Juni 2011 mit dem Finale in Ottensheim an der Donau. Den Pokal ging in dieser Saison, so wie auch der Titel in der ÖFB-Frauenliga, an den SV Neulengbach. Der SV Neulengbach gewann damit seinen neunten Titel im zehnten Finale.

## Teilnehmende Mannschaften
Für den österreichischen Frauen-Fußballcup haben sich anhand der Teilnahme der Ligen der Saison 2010/11 folgende 32 Mannschaften, die nach der Saisonplatzierung der ÖFB-Frauenliga 2009/10 und der 2. Liga Mitte/West 2009/10, der 2. Liga Ost 2009/10 und der 2. Liga Süd 2009/10 geordnet sind, qualifiziert. Teams, die als durchgestrichen gekennzeichnet sind, nahmen am Wettbewerb aus diversen Gründen nicht am Wettbewerb teil oder sind zweite Mannschaften und spielten daher nicht um den Pokal mit. Weiters konnten noch der Landescupsieger, der Landesmeister oder auch Vertreter der Saison 2009/10 teilnehmen.
| ÖFB-Frauenliga (10) | Landescupsieger, Meister oder Meistervertreter aus der Landesliga (6) | Landescupsieger, Meister oder Meistervertreter aus der Landesliga (6) |
| --- | --- | --- |
| - SV Neulengbach (NÖ) (C) - FC Wacker Innsbruck (T) - SK Kärnten (K) - USK Hof (S) - USC Landhaus (W) - FC Südburgenland (B) - LUV Graz (ST) - USG Ardagger/Neustadtl (NÖ) - FC Stattegg (ST) - Union Kleinmünchen (OÖ) (RG) | - FC Südburgenland (B) (LC), siehe ÖFB-Frauenliga - ASV Hornstein (B) (LM-NÖ), siehe 2. Liga Ost - SV Spittal/Drau (K) (LM), siehe 2. Liga Süd - USC Rohrbach (NÖ) (L2) - Union Kleinmünchen II (OÖ) (LC) (LM), siehe 2. Liga Mitte/West                            | - USK Hof II (S) (LM) - SV Oberaich (ST) (LM) - FC Vogau (ST) (L5) - FC Schwoich (T) (LM) - FC Lustenau (V) (LC) (LM), siehe 2. Liga Mitte/West - ESV Süd-Ost (W) (L3) - FC Mariahilf (W) (L7) - FC Altera Porta (W) (LN) (N) |
| 2. Liga Mitte/West (3) | 2. Liga Ost (9) | 2. Liga Süd (4) |
| - SV Garsten (OÖ) - FC Wacker Innsbruck II (T) - Heeres SV Wals (S) - ASKÖ Doppl/Hart (OÖ) - FC Wels Ladies (OÖ) - LASK Ladies (OÖ) - Union Geretsberg (OÖ) - ASKÖ Dionysen/Traun (OÖ) - FC Lustenau (V) (LC) (LM) (N) - Union Kleinmünchen II (OÖ) (LM) (N) | - ASK Erlaa (W) (A) - ASV Spratzern (NÖ) (RV) - SKV Altenmarkt (NÖ) - SV Groß-Schweinbarth (NÖ) - SV Neulengbach II (NÖ) - USC Landhaus II (W) - SV Horn (NÖ) - SV Ladies Furth (NÖ) - SV Gloggnitz (NÖ) - 1. SVg Guntramsdorf (NÖ) - ASV Hornstein (B) (LM-NÖ) (N) | - SC St. Ruprecht/Raab (ST) (RV) - SC/ESV Parndorf (B) statt FC Winden (B) - FC Südburgenland II (B) - SG LUV Graz/Mariatrost Frauen II (ST) - 1. DFC Leoben (ST) - FC Feldkirchen (K) - SV Spittal/Drau (K) (LM) (N)         |
| Erläuterungen Länderkürzel: (B): Burgenland, (K): Kärnten, (NÖ): Niederösterreich, (OÖ): Oberösterreich, (S): Salzburg, (ST): Steiermark, (T): Tirol, (V): Vorarlberg, (W): Wien; Vereins-Landes-Bewerbserfolg: (LC): Landescupsieger, (LCF): Landescupfinalist, (LM): Landesmeister, (Lx): x. Platz der Landesliga, (LN): Landesliga-Aufsteiger, (..-x): x Landesliga siehe Länderkürzel | | |

| (C) | amtierender Cupsieger 2009/10    |
| (A) | Absteiger der Saison 2010/11     |
| (N) | Neuaufsteiger der Saison 2010/11 |

## Turnierverlauf

### 1. Cuprunde
| Datum                   |                      | Ergebnis             |                        |
| ----------------------- | -------------------- | -------------------- | ---------------------- |
| 18.09.2010 um 14:00 Uhr | SKV Altenmarkt       | 3:2 (1:0)            | SV Horn                |
| 19.09.2010 um 10:30 Uhr | FC Lustenau          | 0:5 (0:2)            | Union Kleinmünchen     |
| 19.09.2010 um 11:15 Uhr | ASK Erlaa            | 1:2 n. V. (1:1, 0:0) | USC Landhaus           |
| 19.09.2010 um 14:00 Uhr | FC Wels              | 0:3 (0:2)            | USK Hof                |
| 19.09.2010 um 15:00 Uhr | SV Gloggnitz         | 0:3 (0:1)            | USG Ardagger/Neustadtl |
| 19.09.2010 um 15:00 Uhr | ESV Süd-Ost          | 2:9 (1:3)            | SV Ladies Furth        |
| 19.09.2010 um 15:00 Uhr | USC Rohrbach         | 2:3 (1:2)            | 1. SVg Guntramsdorf    |
| 19.09.2010 um 15:00 Uhr | SC St. Ruprecht/Raab | 1:7 (0:1)            | FC Südburgenland       |
| 19.09.2010 um 15:00 Uhr | FC Feldkirchen       | 0:9 (0:2)            | SK Kärnten             |
| 19.09.2010 um 15:00 Uhr | 1. DFC Leoben        | 1:4 (0:4)            | FC Stattegg            |
| 19.09.2010 um 15:30 Uhr | FC Mariahilf         | 2:3 (1:1)            | SC Groß-Schweinbarth   |
| 19.09.2010 um 16:00 Uhr | FC Schwoich          | 0:9 (0:2)            | FC Wacker Innsbruck    |
| 19.09.2010 um 16:00 Uhr | ASV Hornstein        | 0:6 (0:4)            | SC/ESV Parndorf        |
| 19.09.2010 um 16:00 Uhr | FC Altera Porta      | 5:2 (2:0)            | ASKÖ Dionysen/Traun    |
| 19.09.2010 um 16:00 Uhr | ASV Spratzern        | 1:2 (1:1)            | SV Neulengbach         |
| 22.09.2010 um 19:30 Uhr | FC Vogau             | 0:19 (0:10)          | LUV Graz               |

### 2. Cuprunde
| Datum                   |                      | Ergebnis    |                        |
| ----------------------- | -------------------- | ----------- | ---------------------- |
| 06.11.2010 um 14:00 Uhr | USK Hof              | 3:1 (2:0)   | USC Landhaus           |
| 06.11.2010 um 14:00 Uhr | SKV Altenmarkt       | 2:5 (1:4)   | LUV Graz               |
| 06.11.2010 um 16:00 Uhr | FC Altera Porta      | 0:16 (0:10) | SK Kärnten             |
| 06.11.2010 um 18:00 Uhr | 1. SVg Guntramsdorf  | 1:14 (1:4)  | FC Südburgenland       |
| 07.11.2010 um 14:00 Uhr | SC/ESV Parndorf      | 3:2 (3:1)   | Union Kleinmünchen     |
| 07.11.2010 um 14:00 Uhr | FC Stattegg          | 2:4 (0:2)   | USG Ardagger/Neustadtl |
| 07.11.2010 um 14:00 Uhr | SV Ladies Furth      | 0:4 (0:0)   | FC Wacker Innsbruck    |
| 07.11.2010 um 14:00 Uhr | SC Groß-Schweinbarth | 0:12 (0:5)  | SV Neulengbach         |

### Viertelfinale
| Datum                   |                        | Ergebnis   |                     |
| ----------------------- | ---------------------- | ---------- | ------------------- |
| 12.03.2011 um 14:00 Uhr | SK Kärnten             | 2:3 (0:1)  | FC Südburgenland    |
| 12.03.2011 um 15:00 Uhr | USG Ardagger/Neustadtl | 0:4 (0:1)  | FC Wacker Innsbruck |
| 13.03.2011 um 12:00 Uhr | LUV Graz               | 4:1 (2:1)  | SC/ESV Parndorf     |
| 13.03.2011 um 14:00 Uhr | USK Hof                | 0:12 (0:5) | SV Neulengbach      |

### Halbfinale
| Datum                   |                     | Ergebnis             |                  |
| ----------------------- | ------------------- | -------------------- | ---------------- |
| 23.04.2011 um 15:00 Uhr | SV Neulengbach      | 8:0 (3:0)            | FC Südburgenland |
| 23.04.2011 um 15:00 Uhr | FC Wacker Innsbruck | 1:2 n. V. (1:1, 0:1) | LUV Graz         |

### Finale
Das Finale wurde am Sportplatz Ottensheim, Ottensheim in Oberösterreich vor 280 Zuschauern ausgetragen.
| 11.06.2011 um 18:00 Uhr | LUV Graz                                                                                                  | 0:4 (0:3) | SV Neulengbach |
|                         | Tore: 0:1 Maria Gstöttner (13.), 0:2 Ines Ruiss (17.), 0:3 Daniela Tasch (41.), 0:4 Maria Gstöttner (46.) |           |                |

## Torschützenliste
In der Torschützenliste des ÖFB Ladies-Cup belegte Nina Burger vom SV Neulengbach den ersten Platz.
| Pl. | Nat.       | Spieler         | Verein         | Tore |
| --- | ---------- | --------------- | -------------- | ---- |
| 01. | Osterreich | Nina Burger     | SV Neulengbach | 14   |
| 02. | Osterreich | Maria Gstöttner | SV Neulengbach | 10   |
| 03. | Osterreich | Cornelia Haas   | LUV Graz       | 8    |